# Ксилит

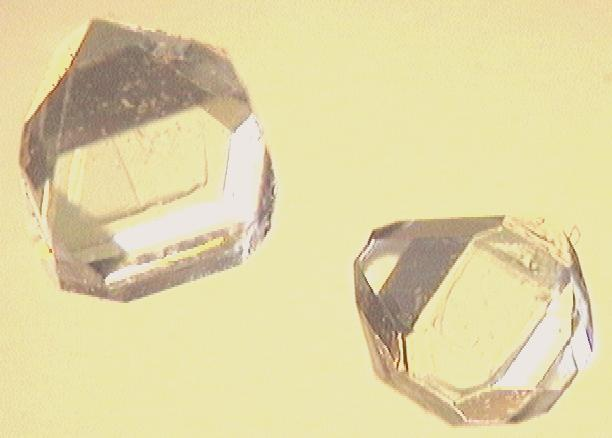
Кристаллы ксилита

Ксилит или Ксилитол, CH2OH(CHOH)3CH2OH — многоатомный спирт (пентанпентаол). Натуральный сахарозаменитель.

## Свойства
Бесцветные гигроскопические кристаллы сладкого вкуса, растворимые в воде, спирте, гликолях, уксусной кислоте и пиридине. Вследствие сильной гигроскопичности ксилита, при его растворении в воде происходит охлаждение раствора. Энтальпия растворения составляет примерно −146,4 Дж/г. Показатель преломления 10%-ного водного раствора ксилита при 25 °C составляет 1,3471, а показатель преломления 50%-ного раствора — 1,4132. Ксилит не имеет реакционноспособной карбонильной группы, поэтому не карамелизируется.

## Получение
Ксилит может быть получен из растительного сырья, богатого полисахаридом ксиланом, например, из берёзовой древесины, миндальной шелухи, соломы, кукурузного початка, шелухи овса, либо из побочных продуктов производства целлюлозы. Сырьё, содержащее ксилан, гидролизуют до ксилозы методом кислотного гидролиза. Ксилозу далее разделяют хроматографическими методами и гидрируют с катализатором на основе никеля до ксилита. Также возможно сначала провести гидрирование смеси моносахаридов, а затем отделить образованный ксилит. Полученный ксилит очищают перекристаллизацией.
Теоретически ксилит также можно получить методом микробиологической ферментации.

## Метаболизм у человека
Пищевая ценность ксилита составляет около 2,4 ккал/г или 10 кДж/г, но фактическое значение может варьироваться. Гликемический индекс ксилита составляет около 13 (у глюкозы — 100). У человека около 50 % ксилита всасывается из кишечника — остальное переходит в энергию кишечных бактерий, однако остальная часть выводится в неизменном виде с фекалиями. Менее 2 г из 100 г потребленного ксилита выводится с мочой. Ксилит не оказывает значительного влияния на секрецию инсулина в организме человека. Ксилит метаболизируется у людей в основном в печени, где он дегидрируется в слизистой оболочке клеток НАД- зависимой полиолдегидрогеназой (шифр КФ: 1.1.1.B19) до D-ксилулозы. Далее моносахарид фосфорилируется ксилулокиназой (шифр КФ: 2.7.1.17) до D-ксилулозо-5-фосфата, продукта пентозофосфатного пути. Ксилит также образуется в организме человека в виде метаболита без внешнего потребления ксилита, оцениваемого в 2-15 г в день.

## Применение

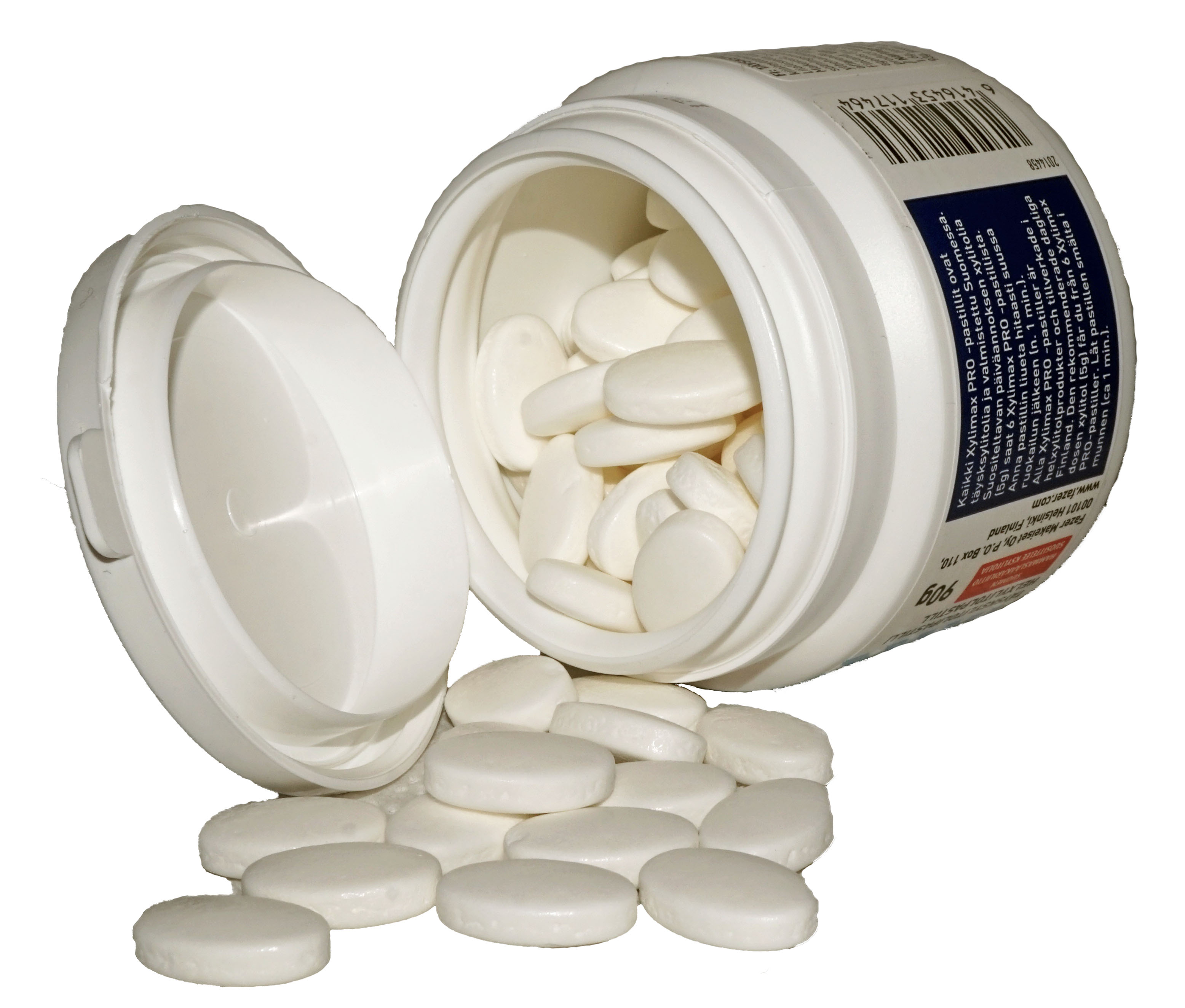
Пастилки ксилита

В пищевой промышленности ксилит зарегистрирован в качестве пищевой добавки E967, как подсластитель, влагоудерживающий агент, стабилизатор и эмульгатор.

### Ксилит как заменитель сахара
По калорийности ксилит близок сахару (2,43 ккал/г у ксилита и 3,8 ккал/г у сахара), по сладости близок к сахарозе, но биологической ценности не имеет. Применяется в пищевой промышленности, например вместо сахара в производстве жевательных резинок и кондитерских изделий для больных диабетом.

### Применение в медицине
Ксилит назвали углеводосодержащим неферментируемым спиртом, дружественным зубам. Представляется, что он обладает большим числом достоинств, чем другие многоатомные спирты.
Ксилит способствует образованию тромбов и увеличивает риски сердечно-сосудистых событий.

### Слабительное действие
Ксилитол — слабительное средство. Взрослые хорошо переносят ксилит в суточных дозах около 40 г, но употребление взрослым более 100 г вещества в день может вызвать диарею. У детей суточная доза выше 45 г также может вызвать диарею. Ксилит практически не метаболизируется в человеческом организме, поэтому в кишечник он попадает практически неизменным. Кишечные бактерии потребляют 50-75 % попавшего в организм ксилита, который далее преобразуется ими в короткоцепочечные жирные кислоты (пропионовая кислота и др.), а также в газы (водород, метан и диоксид углерода). Попадая в кишечник, ксилит также затрудняет всасывание воды стенками кишечника, что и обуславливает слабительный эффект. Данный эффект наблюдается и у некоторых других полиолов, например, у сорбита, который примерно в 2 раза сильнее оказывает слабительное действие, чем ксилит.

### Токсичность для животных
Для большинства млекопитающих ксилит нетоксичен, однако у собак ксилит вызывает быстрый дозозависимый выброс в кровь инсулина, дозы выше ~75-100 мг ксилита на килограмм веса приводят к гипогликемии, при дозах выше 500 мг/кг ксилит может вызывать у собак острую печеночную недостаточность, механизм такого действия в настоящее время неизвестен.
Ксилит является относительно безопасным веществом для кошек, лошадей, крыс и макак-резусов.

## Ксилитан
Моноангидрид ксилита C5H10O4 (1,4-ангидроксилит) имеет тривиальное название «ксилитан» и применяется как заменитель глицерина в различных областях промышленности (при производстве линолеума, бытовой химии и баллиститных порохов, в бумажной и текстильной промышленности и т. д.).